# Pohár vítězů pohárů 1966/1967
Sezóna 1966/67 Poháru vítězů pohárů byla 7. ročníkem tohoto poháru. Vítězem se stal tým FC Bayern Mnichov.

## Předkolo
| Tým #1 | Celk. | Tým #2          | 1. zápas | 2. zápas |
| ------ | ----- | --------------- | -------- | -------- |
| Valur  | 2 - 9 | Standard Lutych | 1 - 1    | 1 - 8    |

## První kolo
| Tým #1             | Celk.     | Tým #2              | 1. zápas | 2. zápas |
| ------------------ | --------- | ------------------- | -------- | -------- |
| OFK Bělehrad       | 1 - 6     | FK Spartak Moskva   | 1 - 3    | 0 - 3    |
| Rapid Vídeň        | 9 - 3     | Galatasaray SK      | 4 - 0    | 5 - 3    |
| Shamrock Rovers FC | 8 - 2     | Spora Lucemburk     | 4 - 1    | 4 - 1    |
| Tatran Prešov      | 3 - 4     | FC Bayern Mnichov   | 1 - 1    | 2 - 3    |
| Fiorentina         | 3 - 4     | Raba ETO Győr       | 1 - 0    | 2 - 4    |
| AEK Athény         | 2 - 4     | SC Braga            | 0 - 1    | 2 - 3    |
| BSG Chemie Leipzig | 5 - 2     | Legia Varšava       | 3 - 0    | 2 - 2    |
| Standard Lutych    | 6 - 1     | Apollon Limassol    | 5 - 1    | 1 - 0    |
| Servette Ženeva    | 3 - 2     | ÅIFK Turku          | 1 - 1    | 2 - 1    |
| Floriana           | 1 - 7     | Sparta Rotterdam    | 1 - 1    | 0 - 6    |
| Racing Štrasburk   | 2 - 1     | FC Steaua București | 1 - 0    | 1 - 1    |
| Swansea Town       | 1 - 5     | Slavia Sofia        | 1 - 1    | 0 - 4    |
| Glentoran FC       | 1 - 5     | Glasgow Rangers     | 1 - 1    | 0 - 4    |
| Borussia Dortmund  | Volný los |                     | -        | -        |
| Skeid Oslo         | 4 - 5     | Real Zaragoza       | 3 - 2    | 1 - 3    |
| Aalborg BK         | 1 - 2     | Everton FC          | 0 - 0    | 1 - 2    |

## Druhé kolo
| Tým #1             | Celk.    | Tým #2            | 1. zápas | 2. zápas |
| ------------------ | -------- | ----------------- | -------- | -------- |
| FK Spartak Moskva  | 1 - 2    | Rapid Vídeň       | 1 - 1    | 0 - 1    |
| Shamrock Rovers FC | 3 - 4    | FC Bayern Mnichov | 1 - 1    | 2 - 3    |
| Raba ETO Győr      | 3 - 2    | SC Braga          | 3 - 0    | 0 - 2    |
| BSG Chemie Leipzig | 2 - 2(v) | Standard Lutych   | 2 - 1    | 0 - 1    |
| Servette Ženeva    | 2 - 1    | Sparta Rotterdam  | 2 - 0    | 0 - 1    |
| Racing Štrasburk   | 1 - 2    | Slavia Sofia      | 1 - 0    | 0 - 2    |
| Glasgow Rangers    | 2 - 1    | Borussia Dortmund | 2 - 1    | 0 - 0    |
| Real Zaragoza      | 2 - 1    | Everton FC        | 2 - 0    | 0 - 1    |

## Čtvrtfinále
| Tým #1          | Celk.         | Tým #2            | 1. zápas | 2. zápas |
| --------------- | ------------- | ----------------- | -------- | -------- |
| Rapid Vídeň     | 1 - 2(prodl.) | FC Bayern Mnichov | 1 - 0    | 0 - 2    |
| Raba ETO Győr   | 2 - 3         | Standard Lutych   | 2 - 1    | 0 - 2    |
| Servette Ženeva | 1 - 3         | Slavia Sofia      | 1 - 0    | 0 - 3    |
| Glasgow Rangers | 2(h) - 2      | Real Zaragoza     | 2 - 0    | 0 - 2    |

## Semifinále
| Tým #1            | Celk. | Tým #2          | 1. zápas | 2. zápas |
| ----------------- | ----- | --------------- | -------- | -------- |
| FC Bayern Mnichov | 5 - 1 | Standard Lutych | 2 - 0    | 3 - 1    |
| Slavia Sofia      | 0 - 2 | Glasgow Rangers | 0 - 1    | 0 - 1    |

## Finále
| Tým #1            | Celk.         | Tým #2          |
| ----------------- | ------------- | --------------- |
| FC Bayern Mnichov | 1 - 0(prodl.) | Glasgow Rangers |

## Vítěz
| Pohár vítězů pohárů 1966/67 FC Bayern Mnichov Sepp Maier, Franz Beckenbauer, Hans Nowak, Werner Olk , Peter Kupferschmidt, Dieter Koulmann, Franz Roth, Gerd Müller, Rudolf Nafziger, Rainer Ohlhauser, Dieter Brenninger Trenér: Zlatko Čajkovski |